# Gare de Bălți-Slobozia
La gare de Bălți-Slobozia (en roumain : gara Bălți-Slobozia parfois écrit sous la forme "BELCY-SLOBODZEIA"), communément appelée "Gare du Nord", est une gare ferroviaire moldave, située sur la place de la Gare du Nord (monument aux victimes du communisme), à l'intersection de l'Avenue de la Paix, dans la ville de Bălți. C'est l'une des deux gares de la ville.

## Situation ferroviaire
C'est le plus important nœud ferroviaire à Bălți et au Nord de Moldavie. Elle est à la fois une gare de grandes lignes assurant la desserte de la majorité des trajets au Nord, Nord-Ouest et Nord-Est de Moldavie, en particulier des villes de Ocnița, Rezina, Ungheni, mais aussi au Sud Chișinău. C'est également une gare internationale (Russie, Ukraine, Roumanie) ainsi qu'une gare de lignes de banlieues, réalisant la desserte du Nord de l'agglomération baltéenne.

## Histoire

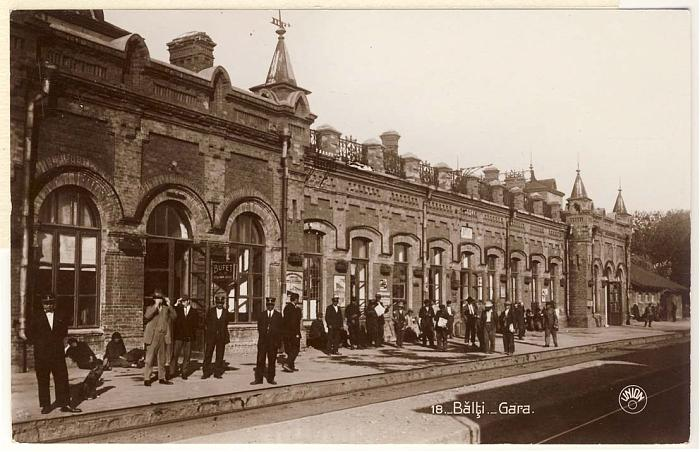
L'ancien bâtiment de la gare.

À partir du 6 juillet 1949 et jusqu'à la fin de l'année, des milliers de Moldaves ont été déportés en Sibérie au départ de la gare de Bălți-Slobozia, dans le cadre de l'opération "Youg" (sud en russe : "Юг") menée par l'administration soviétique, ce qui a eu pour effet l'exil forcé définitif de plus de douze mille familles moldaves, qui n'étaient accusées de rien, mais délocalisées uniquement pour peupler des régions éloignées de l'URSS. Simultanément débarquèrent sur ces mêmes quais des milliers de russophones venant de toute l'URSS, venus participer à la transformation de Bălți en un pôle industriel : il s'agissait, en fait, de russifier les peuples soviétiques en les mélangeant, comme les Romains avaient déjà procédé dans l'Antiquité. 
Dans les années 1970-1980, la gare au style pittoresque, mais qui n'était pas classée monument historique et n'était plus entretenue, fut démolie pour laisser place, selon le projet des architectes soviétiques, au bâtiment actuel de style anonyme et purement utilitaire, que l'on peut voir n'importe où dans le monde.

## Service des voyageurs

### Accueil
La gare dispose de guichets (non-électroniques) et de salles d'attente. Depuis la fin de l'URSS, elle abrite aussi des petits commerces (snacks, fleuristes, kiosques à journaux).

### Desserte
Deux voies de la gare desservent les trains de voyageurs, |lignes internationales y compris, deux autres desservent les lignes de banlieue, et plusieurs autres le transport du fret. Une voie en butoir, attribuée au musée de l'histoire du transport ferroviaire, accueille locomotives et wagons anciens.

### Intermodalité
En face de la gare, sur la place, se trouve le pavillon terrestre de l'arrêt des trolleybus et des bus appelé "Gare du Nord"(ancien nom de la gare). Il y a également une station de taxis.